# 黄和龙
黄和龙（1958年—），广西田东人，壮族，中华人民共和国政治人物、第十一届全国人民代表大会广西地区代表。
毕业于柳州铁路局司机学校内燃机车专业。担任南宁铁路局柳州机务段内燃机车司机。2008年起担任全国人大代表。